# Aidia yunnanensis
Aidia yunnanensis là một loài thực vật có hoa trong họ Thiến thảo. Loài này được (Hutch.) T.Yamaz. mô tả khoa học đầu tiên năm 1970.